# Gabriela Potorac
Gabriela Potorac (Bacău, 6 de febrer de 1973) és una gimnasta artística romanesa retirada. Als Jocs Olímpics d'estiu de 1988 a Seül, va guanyar tres medalles: una plata per equips, una plata al salt amb una puntuació de 19,830 i un bronze a la barra d'equilibri amb una puntuació de 19,837. També es va classificar per a la final de l'exercici complet individual on va acabar quarta. Al Campionat del Món de 1989, va guanyar la medalla de bronze a la barra d'equilibri amb una puntuació de 9,887.
Després de retirar-se de les competicions, Potorac va estudiar a la Universitat d'Esports de Bucarest i va entrenar al club Triumf. El 1993 es va traslladar al Japó per treballar com a entrenadora de gimnàstica i allà es va casar. Més tard es va divorciar, però es va quedar al Japó, treballant com a entrenadora i traductora ocasional de japonès-romanès.